# Madonna amb la metralladora
Madonna amb la metralladora —Madonna ar hožmetēdj. en letó— és una pintura realitzada per l'artista letó Kārlis Padegs l'any 1932. La pintura pertany al Museu d'Art Nacional de Letònia a Riga. El disseny de la pintura descriu una dona verge amb cara innocent abillada amb botes, casc i amb una arma formidable tipus metralladora a la mà.A l'abril de 2016, la pintura Madonna amb la metralladora va ser seleccionada com una de les deu més grans obres artístiques de Letònia pel projecte Europeana.